# Mladen Ramljak
Mladen Ramljak (Zágráb, 1945. július 1. – Újvár, 1978. szeptember 13.) Európa-bajnoki ezüstérmes horvát labdarúgó. 
Nem sokkal a 33. születésnapja után közlekedési balesetben hunyt el.

## Pályafutása

### A válogatottban
1966 és 1972 között 13 alkalommal szerepelt a jugoszláv válogatottban. Részt vett az 1968-as Európa-bajnokságon.

## Sikerei, díjai
Dinamo Zagreb
- Jugoszláv kupa (2): 1964–65, 1968–69
- Vásárvárosok kupája (1): 1966–67

Feyenoord
- Holland bajnok (1): 1973–74
- UEFA-kupa (1): 1973–74

Jugoszlávia
- Európa-bajnoki döntős (1): 1968